# Бад-Дюркгайм
Бад-Дюркгайм (нім. Bad Dürkheim) — місто в Німеччині, розташоване в землі Рейнланд-Пфальц. Адміністративний центр району Бад-Дюркгайм.
Площа — 102,00 км2. Населення становить 18 553 ос. (станом на 31 грудня 2020).

## Допомога Україні
Громада міста Бад-Дюркгайм на чолі з бургомістром (1999-2015) Вольфґанґом Лютцом є багаторічними спонсорами і благодійниками Навчально-реабілітаційного центру «Джерело» у Львові. Вони неодноразово організовували акції збору коштів — благодійні концерти, аукціони та інші, надходження від яких переказували на підтримку реабілітаційного центру.

## Галерея

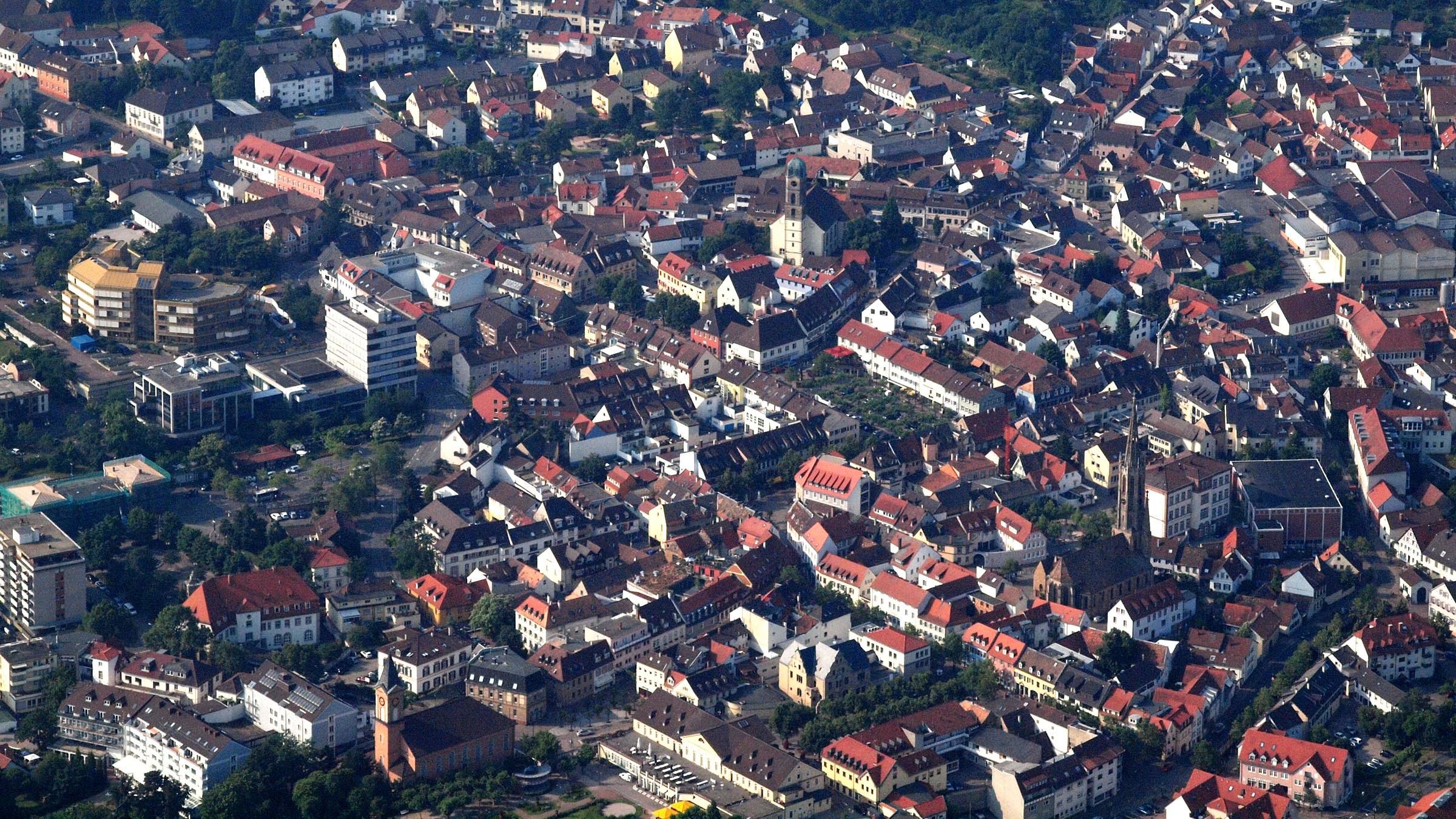
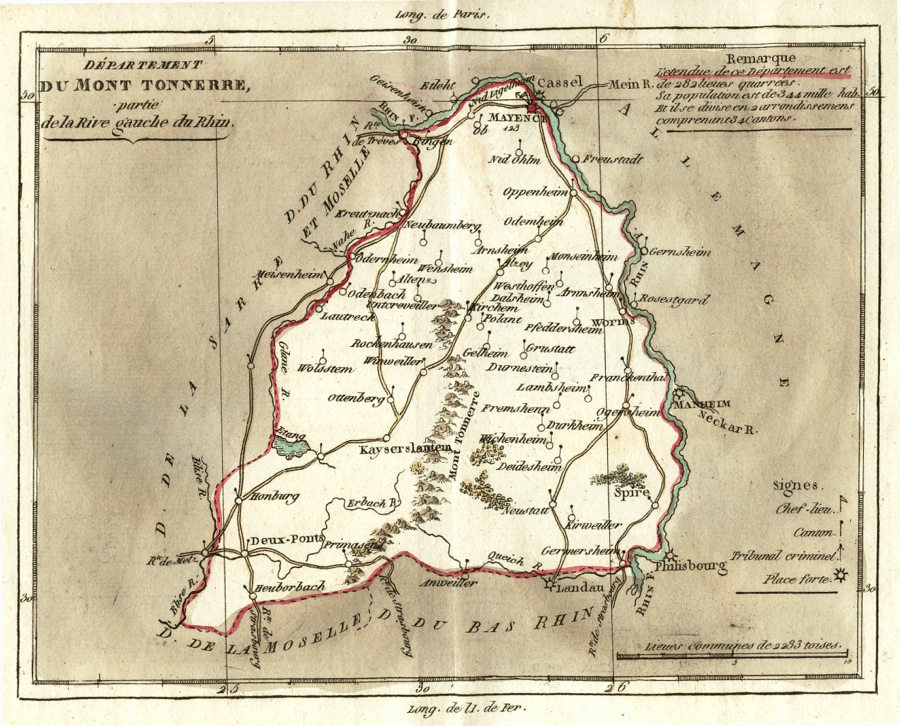
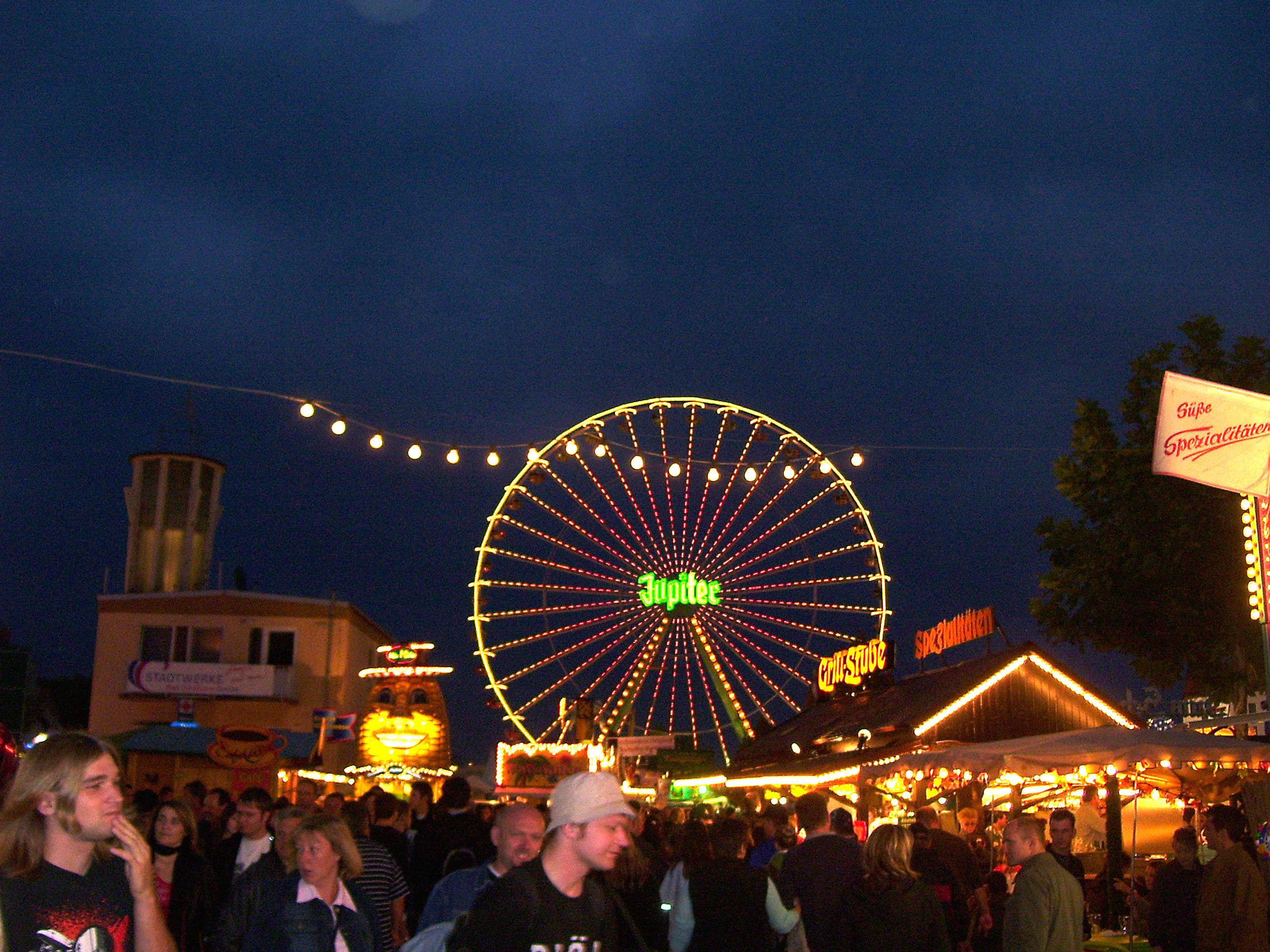
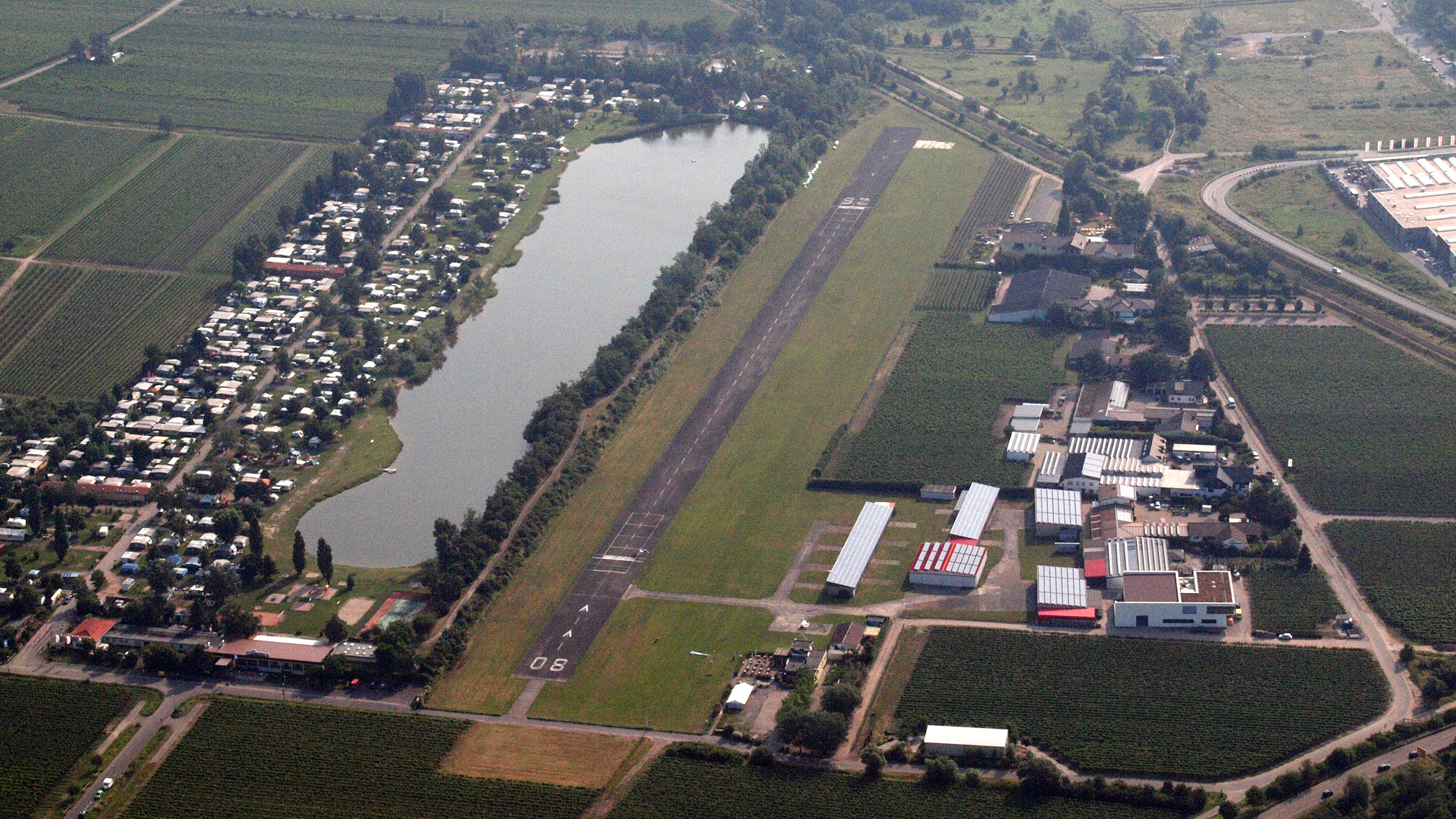